# Hemileuca
Hemileuca är ett släkte av fjärilar. Hemileuca ingår i familjen påfågelsspinnare.

## Bildgalleri

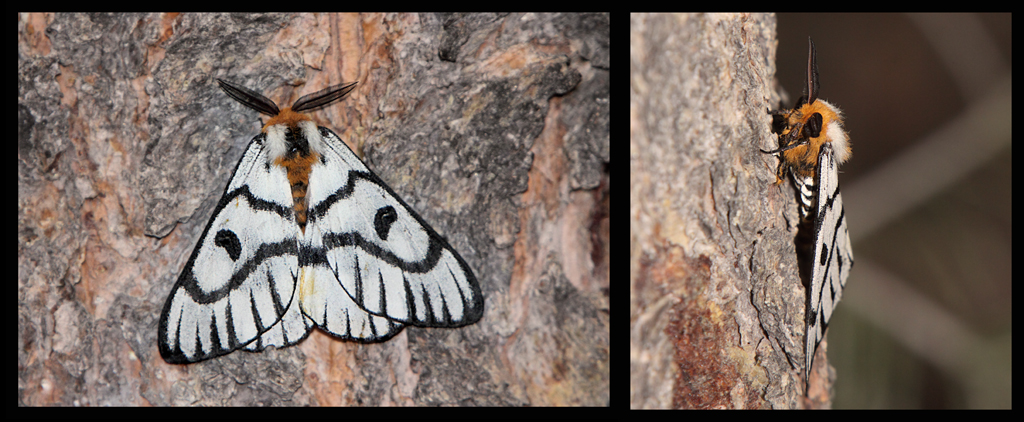
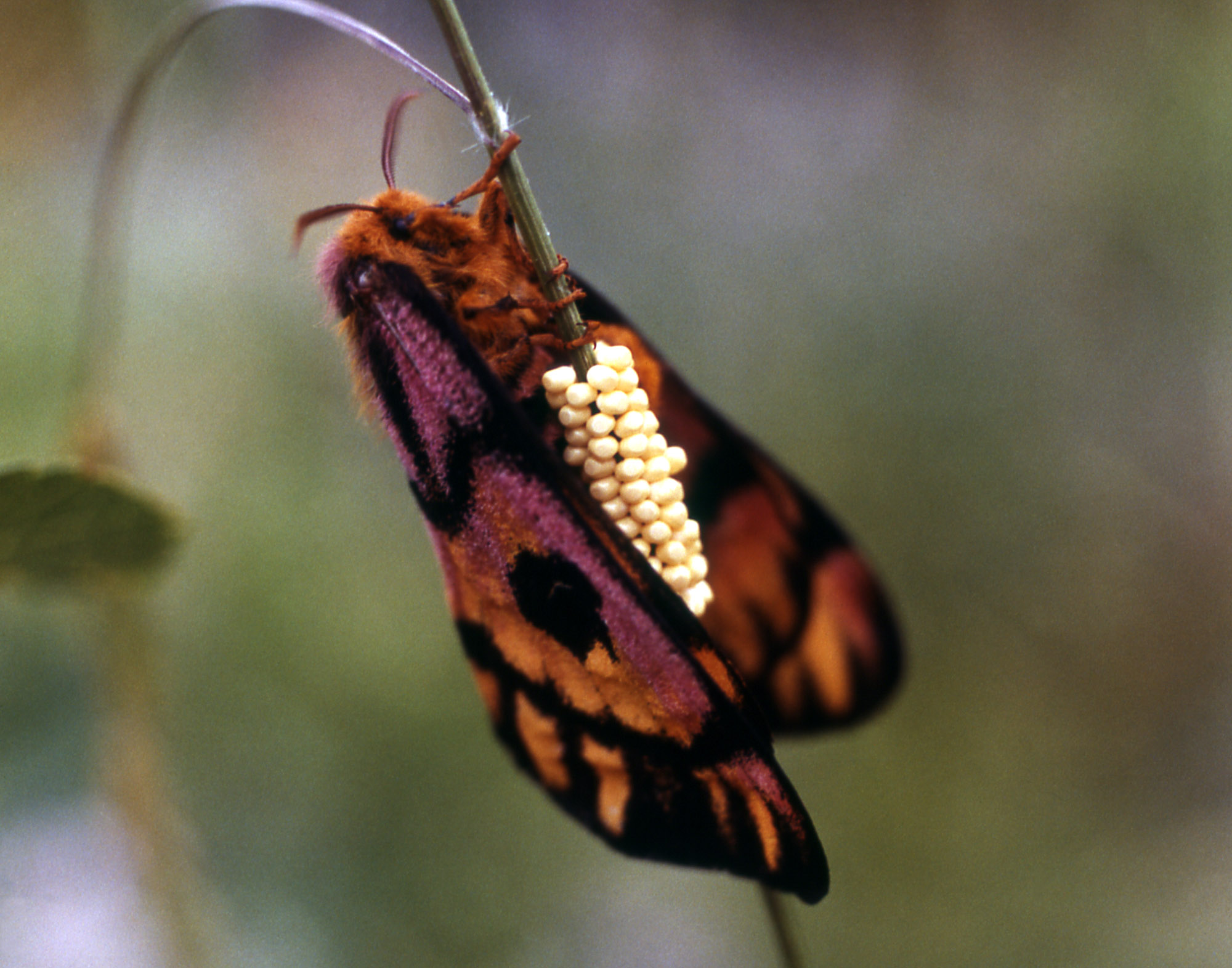
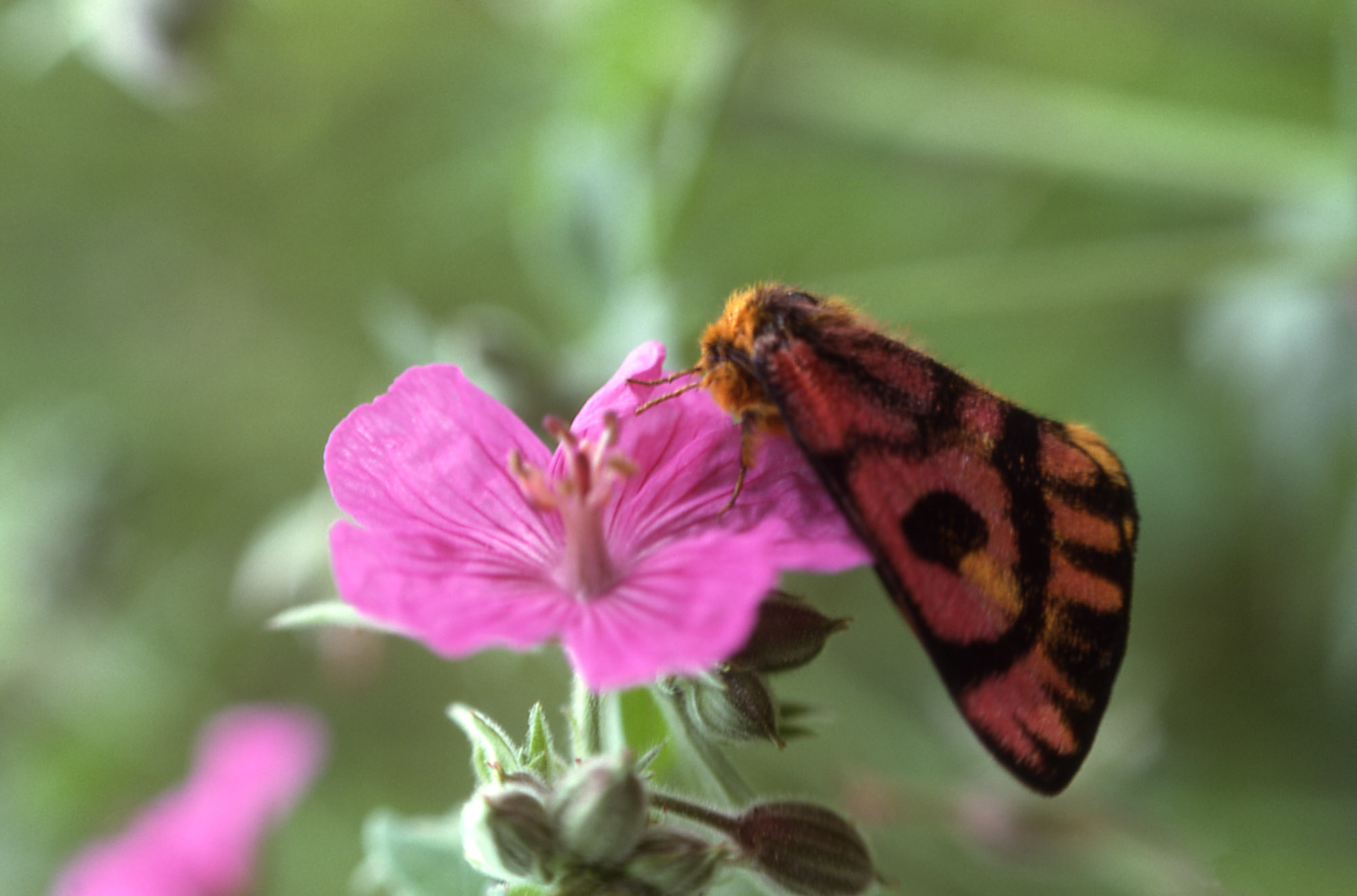

## Dottertaxa tillHemileuca, i alfabetisk ordning[1]
- Hemileuca annulata
- Hemileuca arizonensis
- Hemileuca artemis
- Hemileuca bifasciata
- Hemileuca boisduvali
- Hemileuca burnsi
- Hemileuca californica
- Hemileuca chinatiensis
- Hemileuca chrysocarena
- Hemileuca clio
- Hemileuca conjuncta
- Hemileuca conwayae
- Hemileuca denudata
- Hemileuca diana
- Hemileuca dyari
- Hemileuca eglanteriae
- Hemileuca eglanterina
- Hemileuca electra
- Hemileuca griesea
- Hemileuca griffini
- Hemileuca grotei
- Hemileuca gunderi
- Hemileuca harrisi
- Hemileuca hera
- Hemileuca hualapai
- Hemileuca ilmae
- Hemileuca juno
- Hemileuca lares
- Hemileuca latifascia
- Hemileuca lex
- Hemileuca lintneri
- Hemileuca lucina
- Hemileuca lutea
- Hemileuca magnifica
- Hemileuca maia
- Hemileuca mania
- Hemileuca marcata
- Hemileuca marcellaria
- Hemileuca marillia
- Hemileuca mexicana
- Hemileuca minette
- Hemileuca neumoegeni
- Hemileuca nevadensis
- Hemileuca nigrovenosa
- Hemileuca nitria
- Hemileuca norba
- Hemileuca normalis
- Hemileuca numa
- Hemileuca nutalli
- Hemileuca obsoleta
- Hemileuca oliviae
- Hemileuca packardi
- Hemileuca paradoxa
- Hemileuca pica
- Hemileuca proserpina
- Hemileuca rickseckeri
- Hemileuca rubridorsa
- Hemileuca shataensis
- Hemileuca slosseri
- Hemileuca sororius
- Hemileuca suffusa
- Hemileuca tricolor
- Hemileuca uniformis
- Hemileuca washingtonensis
- Hemileuca watsoni
- Hemileuca yavapai